# 게수 펠레그리노 예배당
게수 펠레그리노 예배당(Oratorio di Gesù Pellegrino)는 토스카나주 피렌체의 산 갈로 거리와 델리 아라치에리 거리 사이 골목에 세워진 소규모 천주교 교회당이며, 프레토니 예배당(Oratorio dei Pretoni)이라고도 한다.

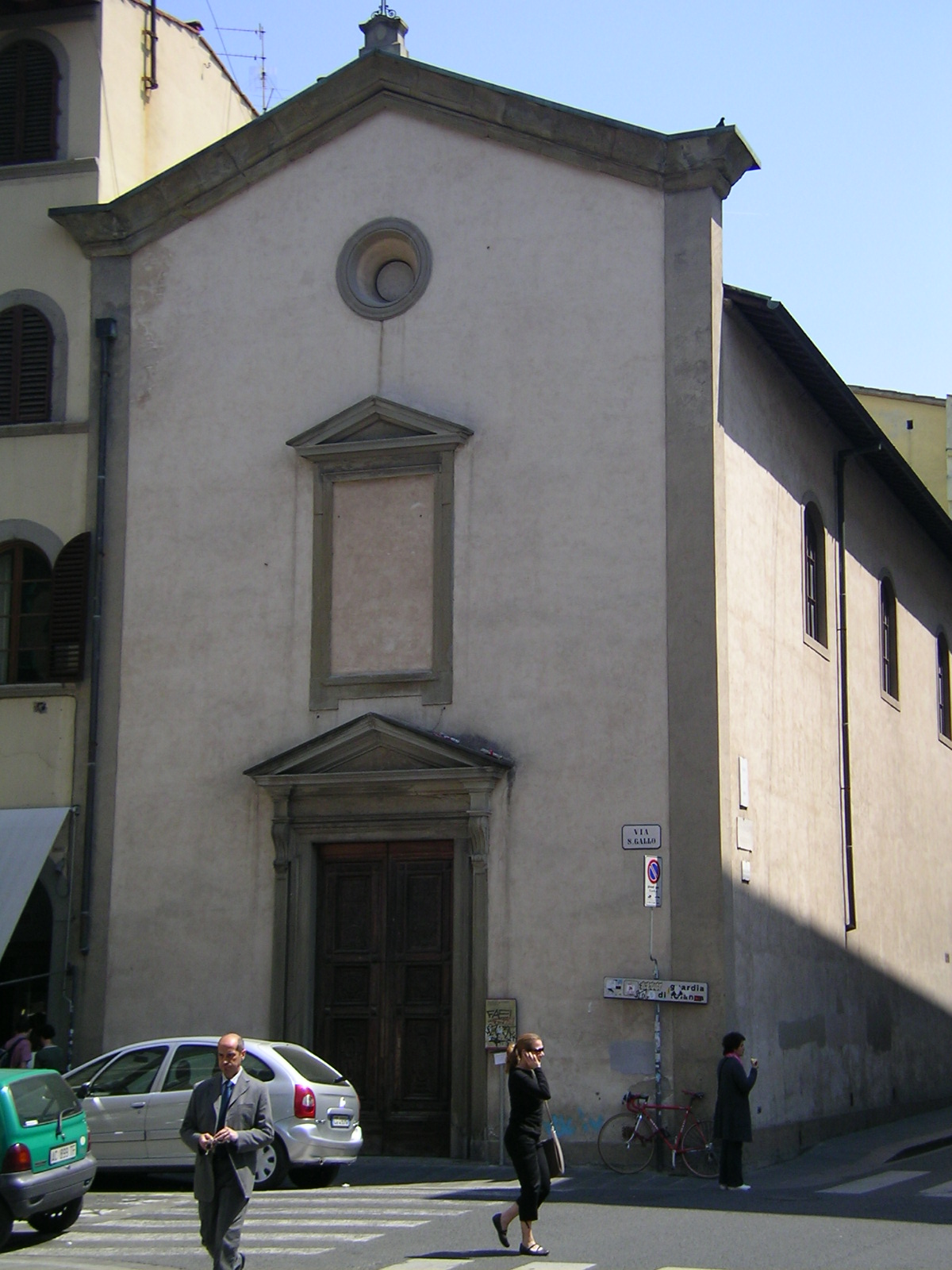
파사드

## 역사

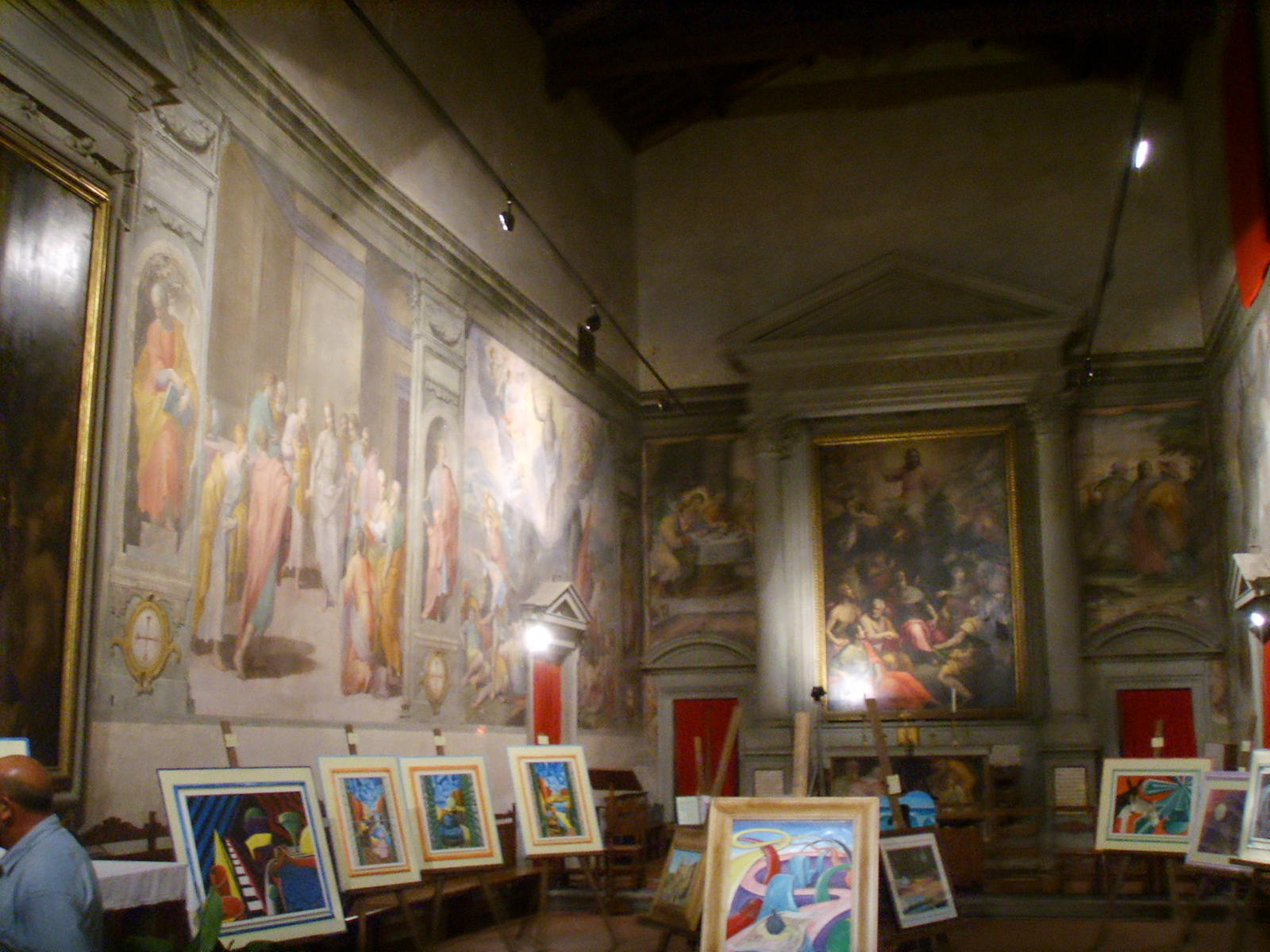
프레스코가 그려진 건물 내부 벽

과거 산 살바토레 교회였던 이곳은 산 살바토레 신자회에 속했다가 1313년 주교 안토니오 도르소 (Antonio d’Orso)가 순례를 하러온 성직자들을 위한 숙박 장소로 삼았다. 이후 성 야고보에게 봉헌되었다가, 안토니누스 대주교 시기 때 나이 든 성직자들을 위한 거처가 되었다.
1585년부터 1588년까지, 알레사드로 데 메디치의 의뢰를 받아, 조반니 안토니오 도시오는 재축 작업에 착수했다. 내부에는 매너리즘 화가 조반니 발두치의 '그리스도의 삶'의 일화들을 담은 프레스코화 한 점과 세폭의 재단화가 있다. 입구 반대쪽에는 최근에 복원된 오르간이 배치되어 있다. 입구 쪽에 가까운 신랑에는 유명한 교구 사제 아를로토 마이나르디의 (1396년–1484년) 무덤이 존재한다.

## 조반니 발두치의 프레스코

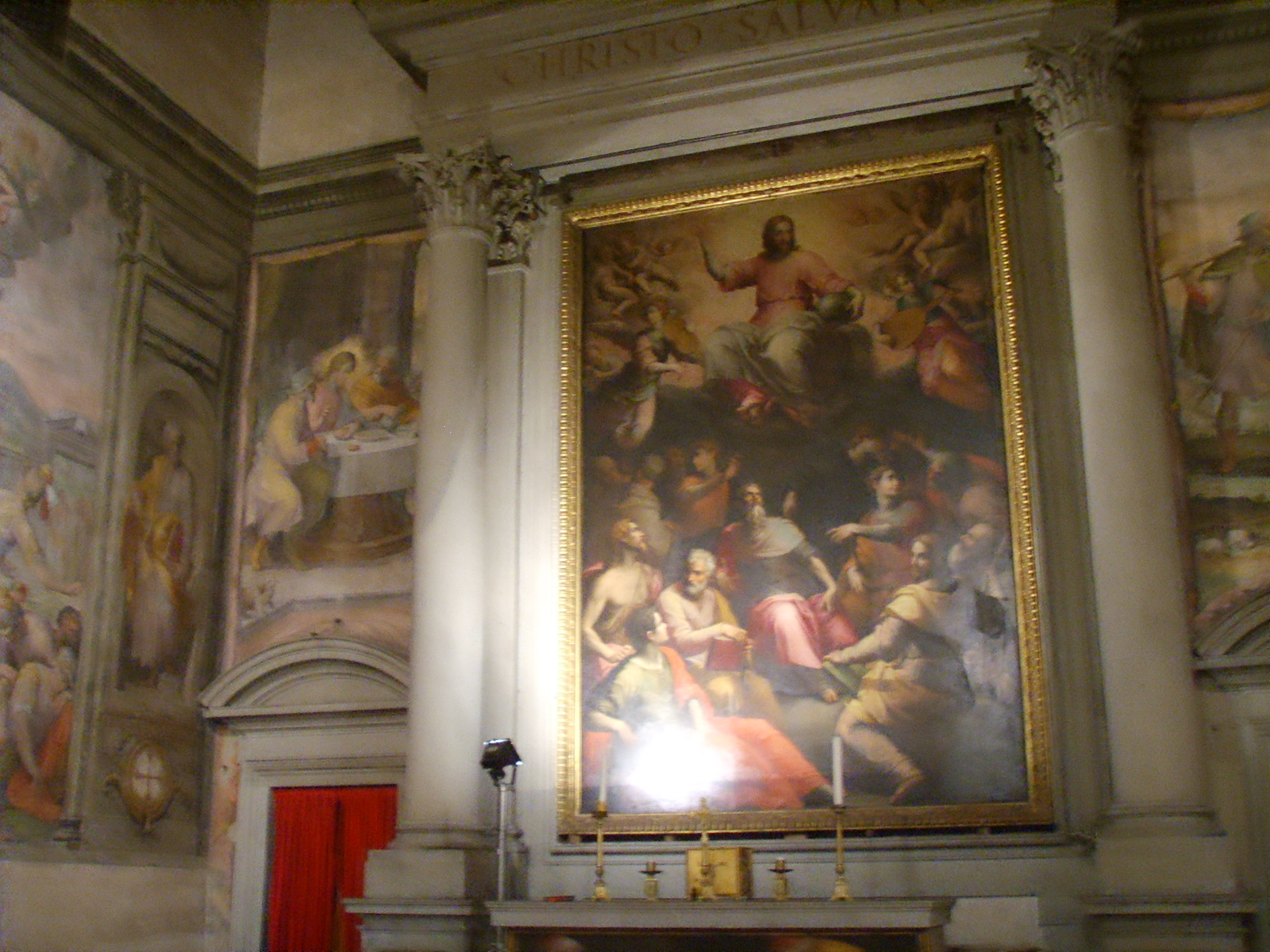
주 재단: 그리스도의 영광
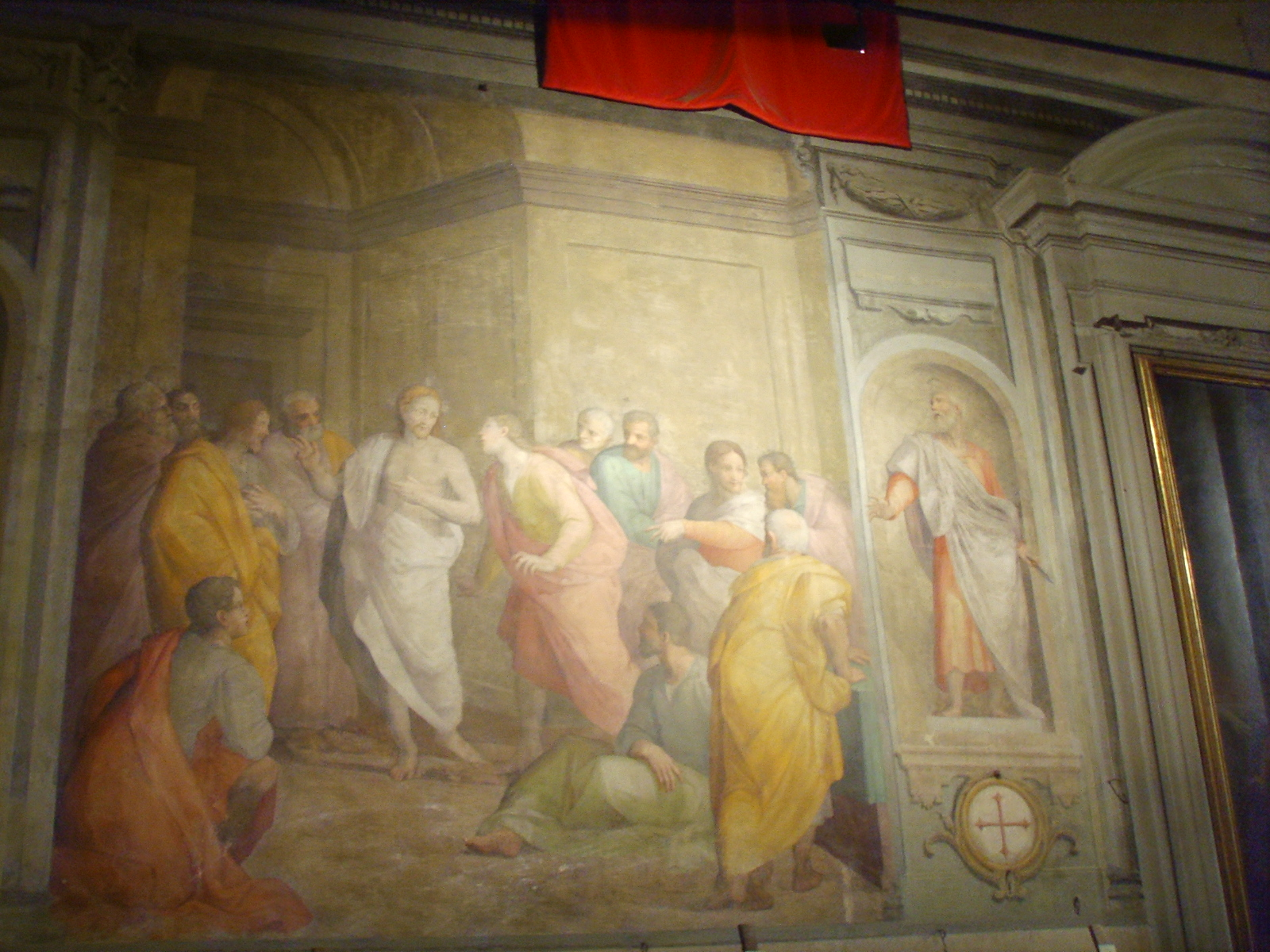
그리스도와 성 도마
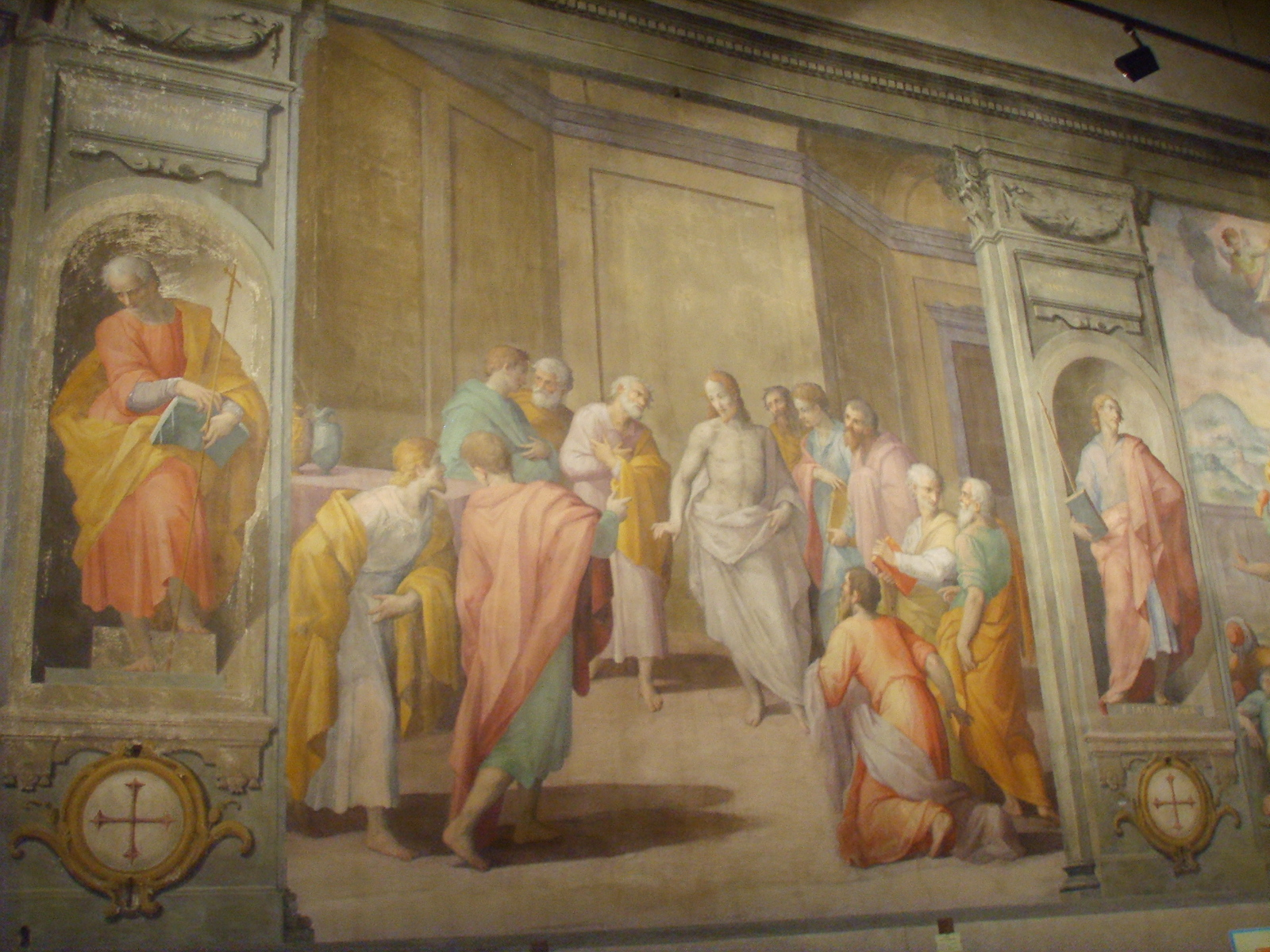
엠마오의 저녁 식사
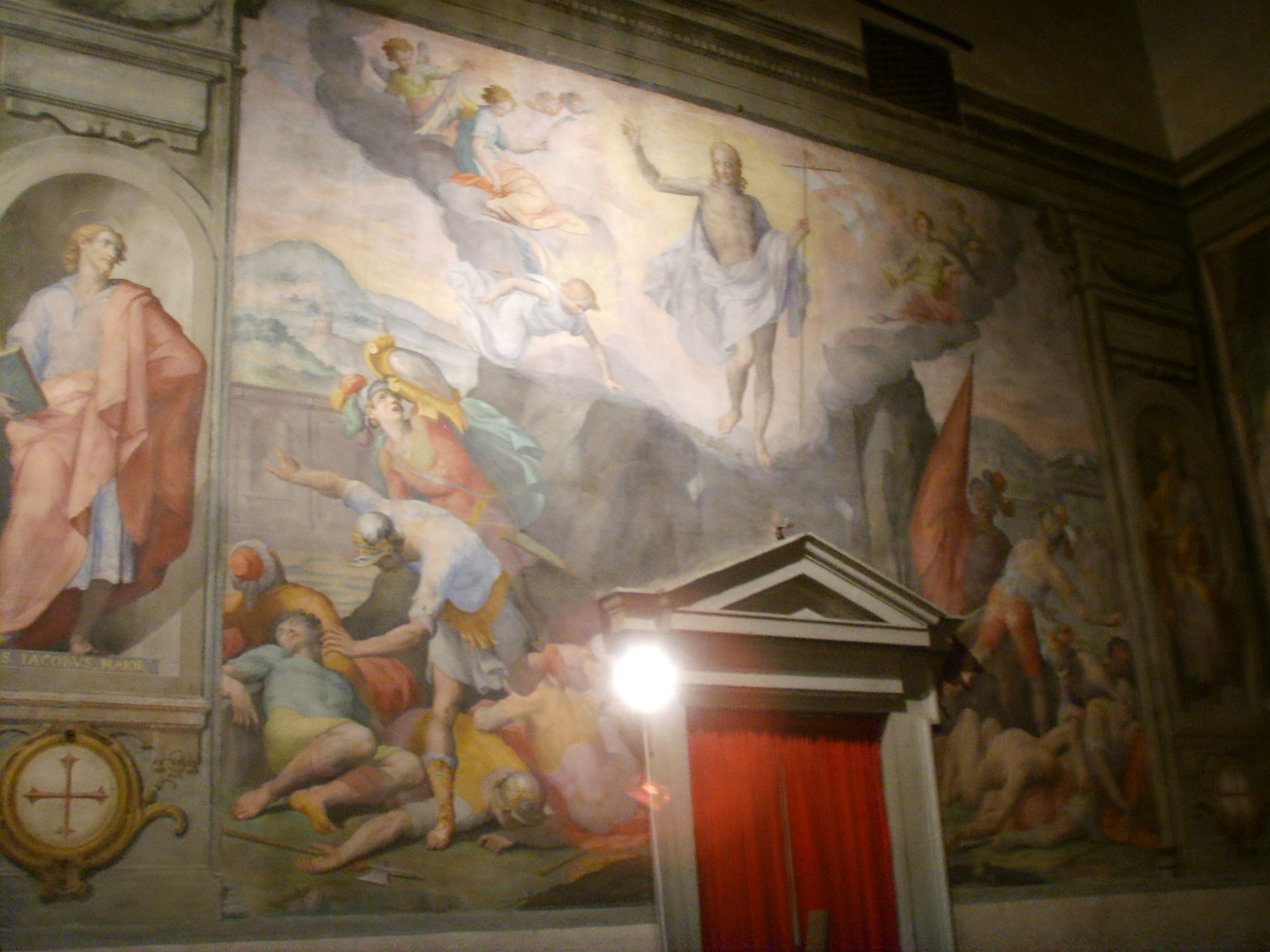
변용용
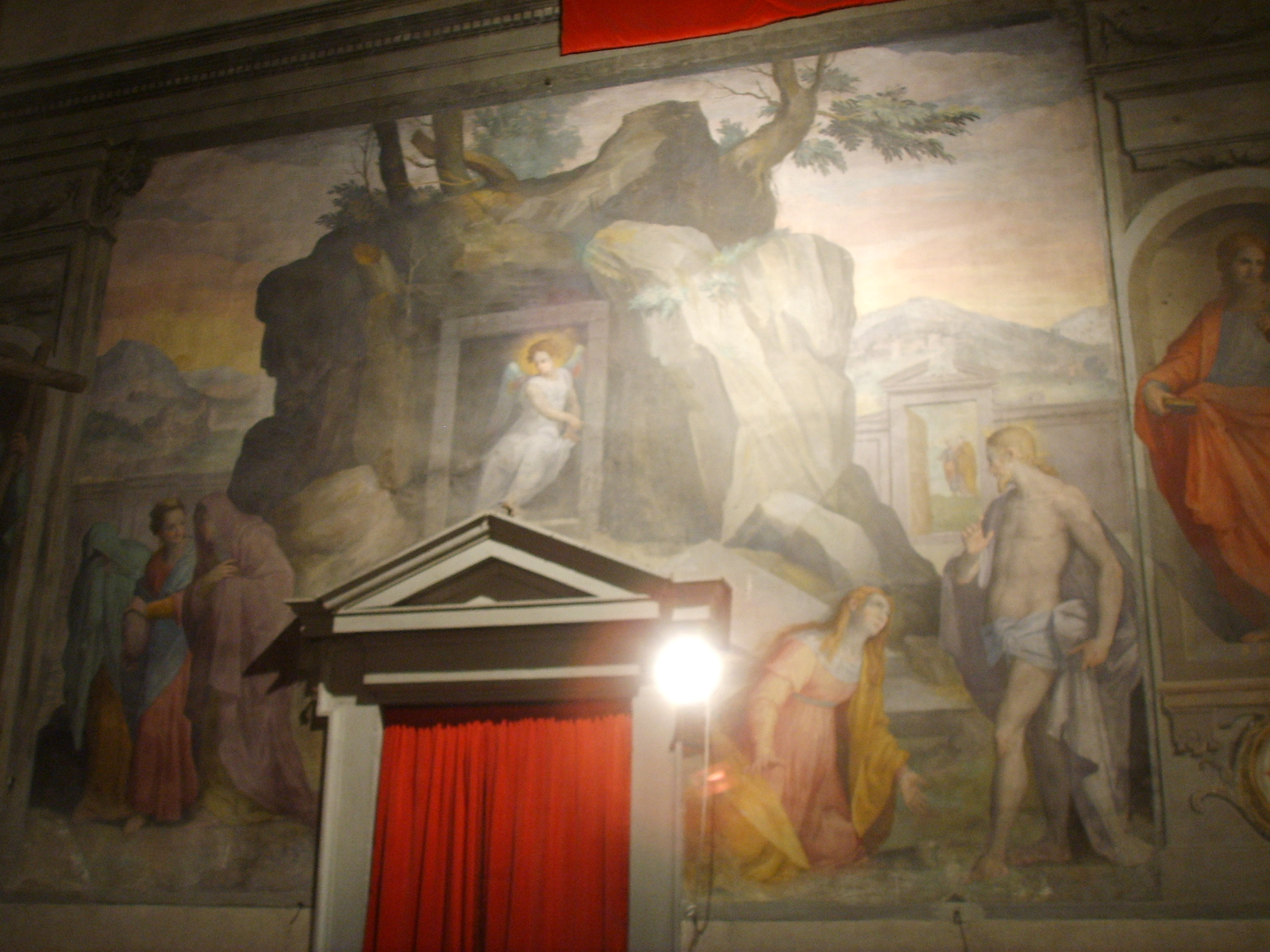
막달라 마리아와 일어선 그리스도
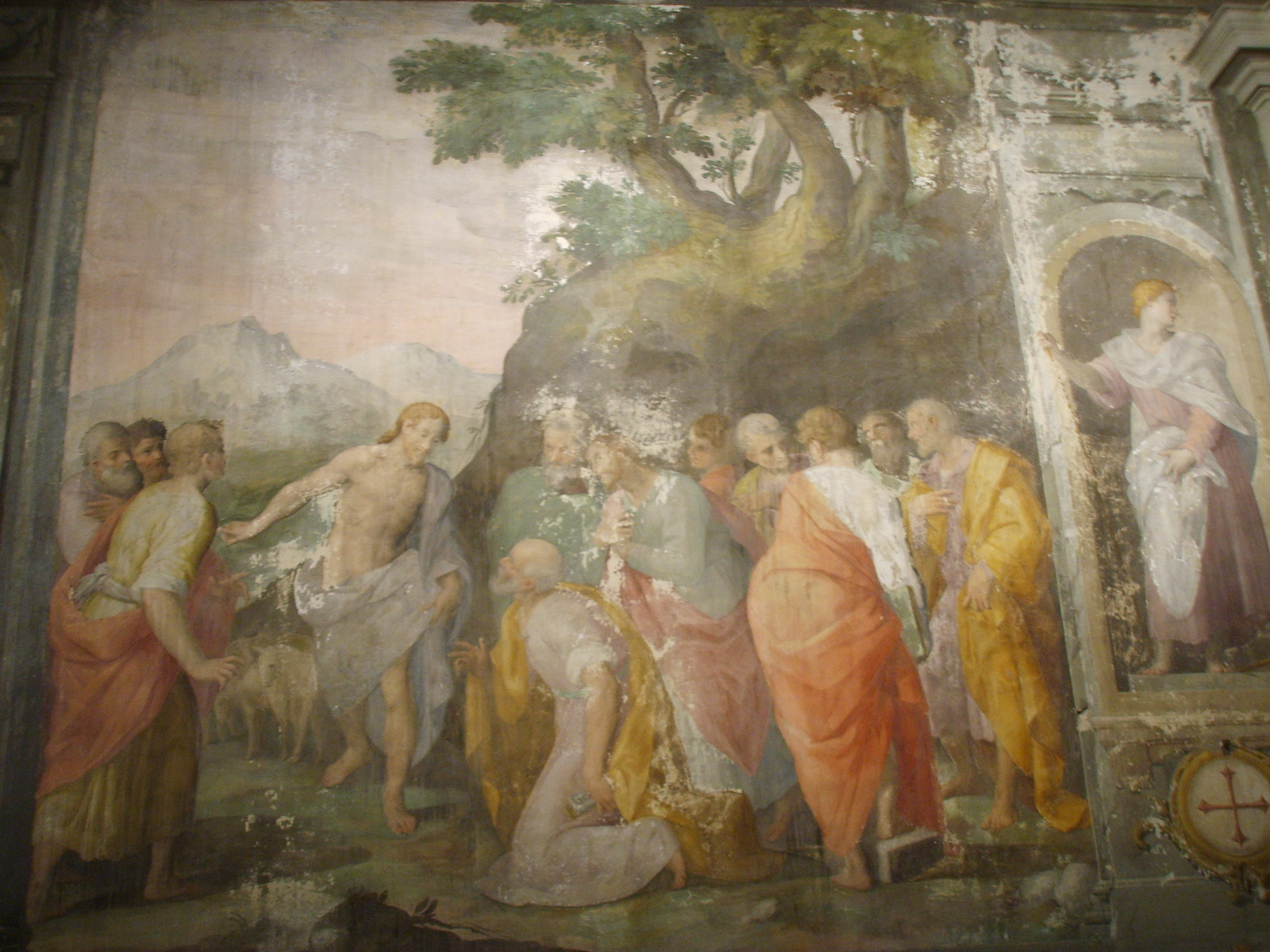

## 참고 문헌
- Churches of Florence entry